# Dwóch ojców
Dwóch ojców (port. Pai em Dobro) – brazylijski film komediowy w reżyserii Cris D'Amato. W rolach głównych występują Maisa Silva, Eduardo Moscovis i Marcelo Médici.
Oficjalna premiera filmu odbyła się 15 stycznia 2021 roku w serwisie Netflix.

## Fabuła
Pod nieobecność mamy nastolatka ucieka z będącej jej domem komuny hipisów i udaje się na poszukiwania ojca, które na zawsze odmienią jej życie.
Źródło: 

## Obsada
- Maisa Silva – Vicenza
- Eduardo Moscovis – Paco
- Marcelo Médici – Giovanne
- Laila Zaid – Raion
- Caio Vegatti – Nando
- Pedro Ottoni – Cadu
- Rayana Diniz – Betina
- Fafá de Belém – Mama Luna
- Thaynara OG – Lucinha
- Roberto Bonfim – Arthur
- Flávia Garrafa – Jade
- Raquel Fabbri – Marta
- João Pydd – Rael
- Felipe Rodrigues – Guilherme
- Thalita Rebouças – Recepcjonistka

## Wersja polska
Wersja polska: SDI Media Polska

Dialogi: Anna Izdebska

Reżyseria: Joanna Węgrzynowska-Cybińska

Wystąpili:
- Magdalena Wasylik – Vicenza
- Piotr Grabowski – Paco
- Bartłomiej Nowosielski – Giovanne
- Kacper Andrzejewski – Cadu
- Anna Sroka-Hryń – Raion
- Katarzyna Osipuk – Betina
- Paweł Szczesny – Arthur
- Aleksander Kaźmierczak – Nando
- Katarzyna Skolimowska – Mama Luna
- Zuzanna Saporznikow – Lúcia
- Lidia Sadowa – Jade
- Joanna Węgrzynowska-Cybińska – Marta
- Emilia Niedzielak – Recepcjonistka

W pozostałych rolach:
- Anna Wodzyńska – Sekretarka
- Krzysztof Cybiński – Ochroniarz
- Jakub Strach – Guilherme
- Katarzyna Łaska
- Hanna Nowosielska
- Zofia Nowosielska
- Lena Schimscheiner
- Anna Sztejner
- Damian Kulec
- Szymon Roszak
- Marcin Stec
- Borys Wiciński